# 大田村 (新潟県)
大田村（おおたむら）は、かつて新潟県刈羽郡にあった村。

## 地理
西側は日本海に面する。

## 沿革
- 1889年（明治22年）4月1日 - 町村制施行に伴い刈羽郡大津村、大崎村、甲田村、浜忠村が合併し、大田村が発足。
- 1901年（明治34年）11月1日 - 刈羽郡石地町と合併し、石地町を新設して消滅。